# Olbernhau
Olbernhau – miasto w Niemczech, w kraju związkowym Saksonia, w powiecie Erzgebirgskreis. Do 29 lutego 2012 w okręgu administracyjnym Chemnitz.

## Historia
Miejscowość została założona przez cystersów przybyłych z pobliskiego czeskiego Oseku. Najstarsza zachowana wzmianka o miejscowości Albernaw pochodzi z 1434 r. Od XV-XVI w. w Olbernhau i okolicy rozwijało się hutnictwo, a od około 1684 rusznikarstwo. W 1621 w pobliskiej miejscowości Grünthal powstała mennica, będąca filią mennicy drezdeńskiej. Zakończyła działalność w 1623, by wznowić ją w latach 50. XVIII wieku, kiedy bito tu polskie szelągi króla Augusta III (miejscowość była wówczas częścią unijnego państwa polsko-saskiego). W 1815 w Olbernhau rozpoczęto produkcję prochu strzelniczego. Fabryka prochu uległa częściowemu zniszczeniu w eksplozjach lat 1835, 1850, 1865.
W 1871 r. Olbernhau zostało częścią Niemiec, a w 1875 uzyskało połączenie kolejowe. W kolejnych latach zbudowane zostały przedszkole i szpital, a w 1892 uruchomiono tu pierwszą elektrownię w Saksonii. W 1902 Olbernhau otrzymało prawa miejskie. W 1937 Grünthal włączono w granice miasta. W 1950 r. do miasta przyłączono Oberneuschönberg, Niederneuschönberg i Kleinneuschönberg, a w 1994 Blumenau i Rothenthal.
1 stycznia 2017 do miasta przyłączono gminę Pfaffroda, która stała się tym samym jego dzielnicą.

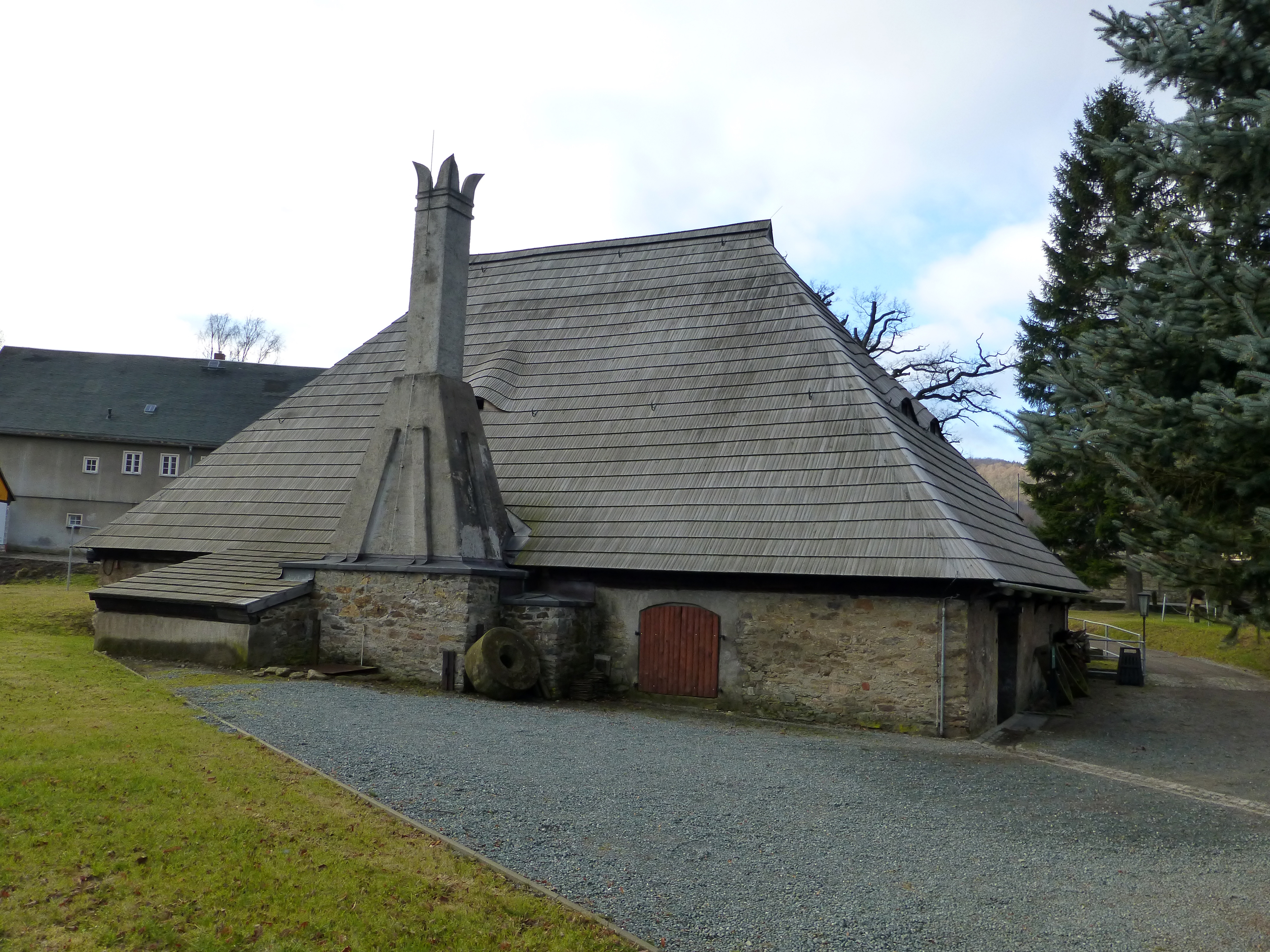
Dawna mennica
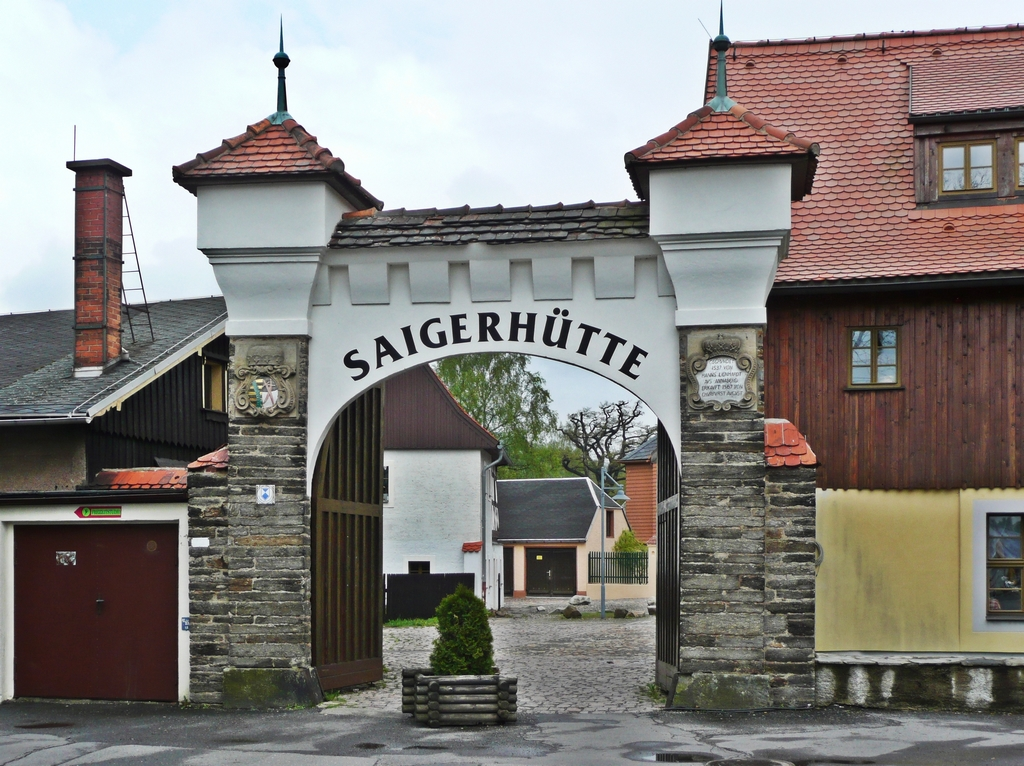
Brama z herbem Saksonii
Herb Saksonii
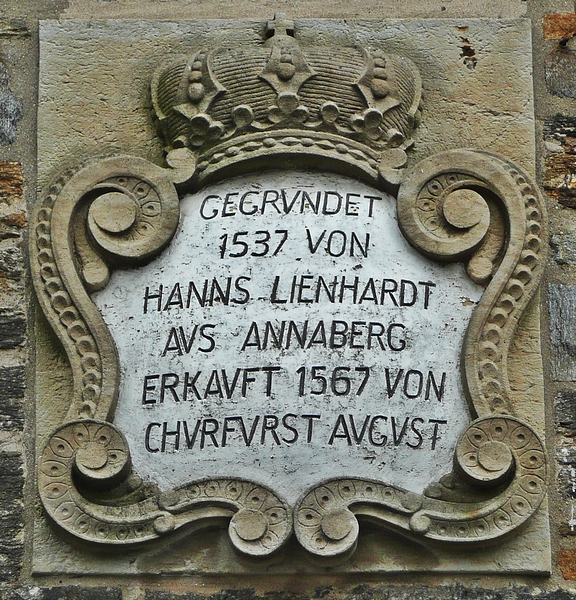
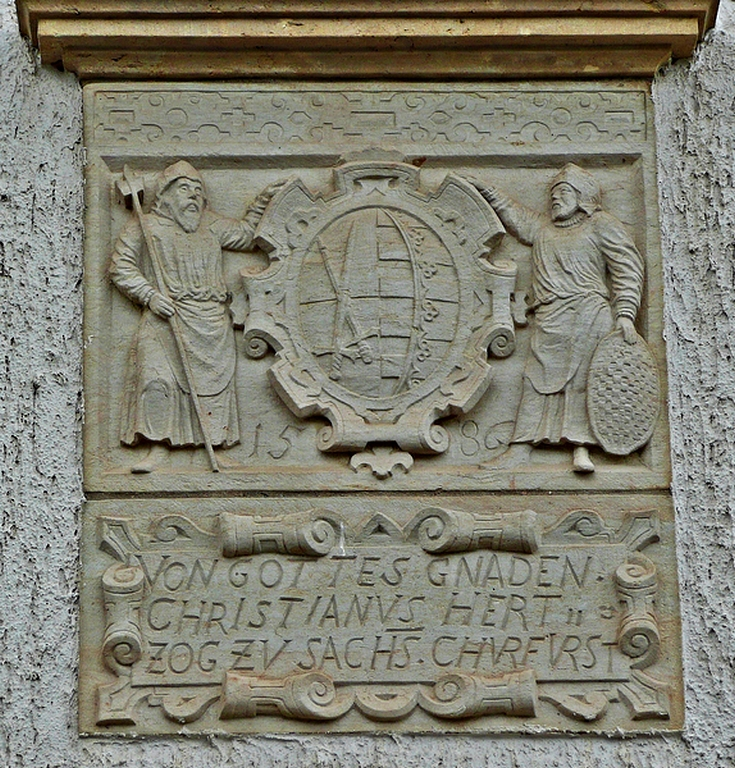

## Współpraca
Miejscowości partnerskie:
- Brie-Comte-Robert, Francja
- Litvínov, Czechy
- Stadtbergen, Bawaria